# Trevor Marsicano
Trevor Marsicano, né le 5 avril 1989 à Ballston Spa, est un patineur de vitesse américain.

## Palmarès
- Jeux olympiques d'hiver
  -  Médaille d'argent en poursuite par équipes aux Jeux olympiques d'hiver de 2010 à Vancouver

- Championnats du monde
  -  Médaille d'or sur 1000m en 2009 à Vancouver
  -  Médaille d'argent sur 1500m en 2009 à Vancouver
  -  Médaille de bronze sur 5000m en 2009 à Vancouver
  -  Médaille de bronze en poursuite par équipes en 2009 à Vancouver